# Placido Abela
Placido Abela   (Nàpols, 1814 - abadia de Montecassino, 6 de juliol de 1876) nascut Joseph-Hilarion Abela, fou un organista italià, compositor de música eclesiàstica i prior del monestir benedictí de Montecassino.

## Biografia
El pare de Placido Abela era el lluitador per la llibertat Gaetano Abela. Provenia d'una família noble siciliana originàriament originària d'Espanya. L'esposa de Gaetano era de Nàpols i va morir donant a llum el seu fill, Joseph Hilarion. Els seus sogres van tenir cura del nen després de tornar a Sicília. Joseph Hilarion va mostrar un gran talent musical. Va rebre classes de música al Real Collegio di Musica al convent de Sant Sebastià. El 1826 el col·legi es va traslladar a la seu actual a l'antic convent de San Pietro a Maiella i es va convertir en Reale Conservatorio di Musica di San Pietro a Majella rebatejat. Aquí li va ensenyar Pietro Casella. Després de la mort del seu pare, el rei de Nàpols el va enviar a l'edat de tretze anys al Collegio de Maddaloni, on va continuar rebent classes de música i piano.
Als 16 anys va rebre el permís reial per unir-se als benedictins a Montecassino. Li van posar el primer nom de Plàcido, amb el qual es va donar a conèixer. El 1835 va fer els seus vots religiosos. Va esdevenir organista a l'església de Montecassino i va estudiar composició pel seu compte. El 1851, el professor de música i composició Giovanni Battista de Vecchis es va allotjar a Montecassino per ensenyar música a seminaristes i estudiants. Abela també va rebre d'ell classes de composició i contrapunt. Després de la marxa de De Vecchis, Abela va continuar el seu autoestudi amb l'ajuda de llibres. Va rebre més lliçons de composició de Filippo Hercolani, alumne de Nicola Antonio Zingarelli, que s'havia establert a San Germano, l'actual Cassino (Laci).[2] Plàcido havia esdevingut prior del monestir.

## Obres (selecció)
La Biblioteca estatal del monument nacional - Montecassino i interculturale.it contenen moltes obres de Placido Abelas. Molts són digitalitzats i es llisten sota enllaços web.

## Obres amb número d'opus
- op. 7, Litanie della Beata Vergine Maria, per al cor de l'uníson i orgue.[5]
- op. 8, Litanie della Beata Vergine Maria, per a cors masculins i orquestrals.[6]
- op. 9, Sancta Maria, per a cor de tres parts i orgue.[7][8]
- op. 9, Intonazioni festive dei salmi in tutti i modi e con le relative desinenze: canto fermo gregoriano: [entonacions festives del Pare en tots els modes i acabats; Cantus firmus gregoriano] reduït i dotat d'harmonies per a l'orgue de Placido Abela.[9]
- op. 10, Sancta Maria, per a dos alts i baixos.[10]
- Op. 10 Antifone da cantarsi dopo l’ora di Compieta secondo i tempi: canto fermo gregoriano: canto fermo gregoriano [Antiphone cantat segons el temps a la Completa; Cantus firmus gregoriano] reduït i harmonitzat per a orgue pel pare Don Placi Abela.[11]
- Op. 11, Popule meus: canto fermo gregoriano; per al divendres sant; Lletania del monestir de Montecassino, cantus firmus gregorià; reduït i harmonitzat per l'orgue de Placido Abela.[12][13]
- 12. canto della Beata Vergine: magnificat: canto fermo gregoriano [Cant de la Mare de Déu: Magnificat; Cantus firmus gregoriano] reduït pel cantus firmus per a 3 veus i òrgan de Placido Abela.[14]
- Op. 13, Mottetto sacro da cantarsi in tutt'i tempi all'offertorio en la missa solenne.[15]
- Op. 14, Offertorio per la missa solenne: per ser interpretat a l'orgue instrumentat modern.
- Op. 16, Sequenze di canto fermo o gregoriano,  trascritte con ritmo ed armonia per organo … da Placido Abela  [Seqüències, cadascuna del cantus firmus o la melodia del cant gregorià, transcrites amb ritme i harmonies per a orgue per Placido Abela:[16][17]conté: Stabat mater.[18]
- Op. 17, Sequenza di Pasqua/ridotta ed armonizzata dal padre Don Placi Abela [Victimae paschali laudes, reduïda i harmonitzada pel P. Don Placido Abela;

- Victimae paschali per al cor d'uníson i orgue.[19]

- Op. 19, Sequenza per la Solennità del Corpus Domini/ridotta ed armonizzata dal pare Don Placido Abela [reduïda seqüència a Corpus Christi i harmonitzat pel Pare Don Placido Abela] (la font de cor d'una sola veu i l'orgue és la seqüència spiritus Veni Sancte dubs, en realitat la seqüència de Pentecosta?)
- Op. 20 Sequenza dei defunti / ridotta ed armonizzata dal padre Don Placido Abela [reduït i harmonitzat pel pare Don Placido Abela] Dies irae per a cor i orgue unànimes.[20]

## Obres sense número d'opus
- Ave Maria alla Palestrina a 4 voci.[21]
- Christus e Miserere alla Palestrina.[22]
- Te deum a 4 voce con coro ed organo, 1864[23] [Te deum per a 4 solistes vocals amb cor i orgue]
- Vespero corale a tre voci con quartetto[24] Coral Vigilies, per a tres veus i quartet de cordes]

## Obra escrita
- Hugo Riemann, escriu en el seu lèxic musical: "Dom Placido era hàbil a l'orgue i un compositor eclesiàstic".[25]

## Música d'església
| - Alma redemtoris mater per a cor de tres parts i orgue; FR0084-07A03_18f - Ave Maria alla Palestrina per a un cor mixt a cappella de quatre parts; FR0084-07A04_22a - Ave Regina coelorum a tre voci per a un cor masculí de tres parts a cappella; FR0084-07A03_18e - Beatus vir, 1863 per a cores i cordes de tres parts; FR0084-07A04_04F - Benedicamus domino, 1873 per a cor de tres parts i orgue; FR0084-07A04_16a - Benedictus et Scholastica coral unànime amb acompanyament d'òrgans; FR0084-07A04_24 - Cantico dei figli di Maria, 1869 per a dos altos i orgue; FR0084-07A04_05b - Christ factus est i Miserere alla Palestrina, 1862 per a soprano, alto, tenor i baix; FR0084-07A03_23 - Beatus vir, 1863 per a cores i cordes de tres parts; FR0084-07A04_04e - De profundis, 1863 per a mezzosopranos, tenors i baixos i acompanyament d'orgues; FR0084-07A04_23 - Aquest cor de la unió irae, 1875 amb acompanyament d'orgue; FR0084-07A04_01e - Dixit dominus, 1863 per a cores i cordes en tres parts; FR0084-07A04_04a - Exsultet omnia turba fidelium, 1872 per a cor i triple partit; FR0084-07A03_12 - Gesù deh vieni, 1869 per a dos altos i orgue; FR0084-07A04_05a - Hostem repellas longius, 1876 per al cor masculí de tres parts; FR0084-07A04_02 - Hostem repellas longius, 1876 per al cor masculí de tres parts; FR0084-07A04_20 - Israel ho fa per un cor i un òrgan masculins de tres peces; FR0084-07A03_18b - Laeta qui és magna ducis, 1871 per a cor de tres parts i orgue; FR0084-07A03_21 - Laetatus suma 1863 per a cores masculines de tres parts i cordes FR0084-07A04_04c - Lauda Sion, 1875 op. coral unànime amb acompanyament d'òrgans; FR0084-07A04_01c - Laudate pueri, 1863 per a cores i cordes de tres parts; FR0084-07A04_04b - Cims de Laudibus de 1870 per a cor de tres parts i orgue; FR0084-07A03_05 - Cims de Laudibus, 1870 per a cor de tres parts i orgue; FR0084-07A03_09 - Litanie della Beata Maria Verge op 7. ; FR0084-07A04_08a - Lânnia de la Beata Vergine Maria per a coral masculí en dues parts i orgue op.8 - Magnificat per a cor de tres parts i orgue; FR0084-07A03_22 - Magnificat a quartetto FR0084-07A04_29 - Memento nostri beata Joseph, 1871 per a dos tenors i orgue; FR0084-07A03_16 - Miserere aa 4 voci, 1862 FR0084-07A03_06 - Missa en Agenda mortuorum FR0084-07A03_02c - Missa Beate Marae virginis FR0084-07A03_01a - Missa di Doppio Minore Kyrie, Sanctus; Agnus Dei; FR0084-07A03_04d - Missa domenicalis FR0084-07A03_02b - Missa feriale FR0084-07A03_04e - Missa In ferialibus diebus FR0084-07A03_03d - Missa Lauda Sion FR0084-07A03_03a - Missa Post Octava et Tempore Paschali FR0084-07A03_03c | - Missa Sancti Abel per a soprano i orgue, Messa Corale; FR0084-07A04_25 - Missa S Mauri FR0084-07A03_03b - Missa S Placidii, 1874 per a soprano i baix continu, Messa Corale; FR0084-07A04_25 - Missa Semidoppio maggiore FR0084-07A03_04b - Missa Semidoppio minore FR0084-07A03_04c - Missa Solenniprimo FR0084-07A03_02a - Missa Spiritus Sancti FR0084-07A03_04a - Nisi dominus, 1863 per a cores i cordes de tres parts; FR0084-07A04_04d - O salutaris hostia, 1861 per solista d'orquestra i orquestra; FR0084-07A03_20 - O salutaris hostia, 1862 per a cor i orquestra; FR0084-07A04_30 - O salutaris hostia, 1868 per a cor i orquestra; FR0084-07A04_06 - O Taddeo, gran prottetore, 1875 per a coral masculí de tres parts, cor infantil (soprano) i orgue; FR0084-07A03_19 - Pange lingua per a coral masculí de tres parts; FR0084-07A03_18g - Pange lingua alla Palestrina a tre el 1866 per tres parts cor masculí a cappella, FR0084-07A03_17a - Pange lingua per a cor de tres parts i orgue; FR0084-07A04_18b - Pastorale nocturnum, 1874 per a cant i orgue a l'uníson; Text: Credo ; FR0084-07A04_26 - Popule meus, 1867 per a cor de tres parts i orgue; FR0084-07A03_18a - Regina coeli a tre coral masculí a cappella a tres parts; FR0084-07A03_18d - Requiem FR0084-07A03_01b - Salve regina a tre voce per al cor masculí de tres parts a cappella; FR0084-07A03_18c - Salve regina, 1873 per a cor de tres parts i orgue; FR0084-07A04_15 - Sancta Maria, 1871 per a dos altos i orgue; FR0084-07A04_13a - Sancta Maria, 1871 per a dos altos i orgue; FR0084-07A04_13b - Sancta Maria op.9 per a cor i triple part; FR0084-07A04_08c - Stabat mater, 1875 op. 17 coral unànime amb acompanyament d'òrgans; FR0084-07A04_01a - Tantum ergo, 1871 per baríton i orgue; FR0084-07A03_07 - Tantum ergo, 1863 per a tenor i orgue; FR0084-07A04_09 - Tantum ergo, 1871 per a coral infantil en dues parts (2 altos) i orgue; FR0084-07A04_09 - Te deum, 1864 per a cor de quatre parts i orgue; FR0084-07A04_22b - Veni sancte spiritus, 1870 per a cor i triple partit; FR0084-07A03_08 - Veni sancte spiritus, coral d'uníson de 1875 amb acompanyament d'òrgans; FR0084-07A04_01d - Venite et ascendamus, 1867 Antífona per a cor de tres parts (soprano, alto, baix) i orgue; FR0084-07A03_13 - Vexilla regis prodeunta tre voce, 1866; per a un cor masculí de tres parts a cappella; FR0084-07A03_17b - Vexilla regis prodeunt per a un cor masculí de quatre parts; FR0084-07A03_18h - Vexilla regis prodeunt per a cor de tres parts i orgue; FR0084-07A04_18c - Victiimae paschali fa corals unànimes amb acompanyament d'òrgans; FR0084-07A04_01b |